# Új-Zéland városai
Új-Zéland önálló alapfokú közigazgatási hatáskörrel rendelkező 12 városa és egy agglomerációs térsége a következő táblázatban foglalható össze a 2013-as népszámlálás alapján:

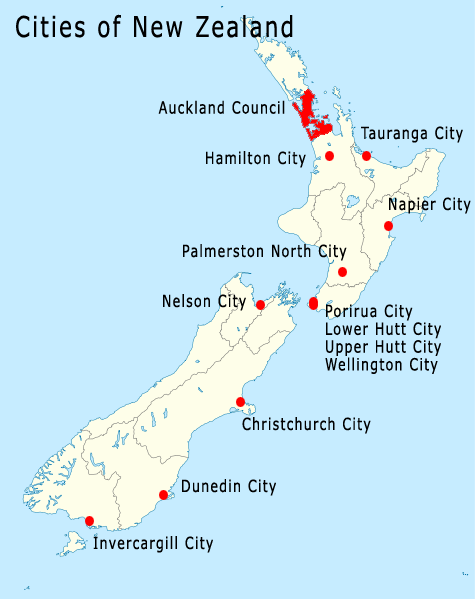
Főbb városok

|     | agglomeráció     | népesség (2013) | régió                   |
| --- | ---------------- | --------------- | ----------------------- |
|     | Auckland         | 1.415.550       | Auckland régió          |
| No. | város            | népesség (2013) | régió                   |
| 1.  | Christchurch     | 341.469         | Canterbury régió        |
| 2.  | Wellington       | 190.959         | Wellington régió        |
| 3.  | Hamilton         | 141.612         | Waikato régió           |
| 4.  | Dunedin          | 120.249         | Otago régió             |
| 5.  | Tauranga         | 114.789         | Bay of Plenty régió     |
| 6.  | Lower Hutt       | 98.238          | Wellington régió        |
| 7.  | Palmerston North | 80.079          | Manawatu-Wanganui régió |
| 8.  | Napier           | 57.240          | Hawke’s Bay régió       |
| 9.  | Porirua          | 51.717          | Wellington régió        |
| 10. | Invercargill     | 51.696          | Southland régió         |
| 11. | Nelson           | 46.437          | Nelson régió            |
| 12. | Upper Hutt       | 40.179          | Wellington régió        |